# Conquest (1937)
Conquest is een Amerikaanse dramafilm uit 1937 onder regie van Clarence Brown en Gustav Machatý. Het scenario is gebaseerd op de roman Pani Walewska (1933) van de Poolse auteur Wacław Gąsiorowski. Destijds werd de film in Nederland en Vlaanderen uitgebracht onder de titel Maria Walewska.

## Verhaal
In januari 1807 plundert de Russische cavalerie het paleis van graaf Walewski in het westen van Polen. De graaf weet op tijd te ontkomen. Intussen vertelt Paul Lachinski aan zijn zus Maria Walewska dat Napoleon de hoop van de wereld is. Maria ontmoet Napoleon later op een bal in Warschau. Hij merkt haar man op, die drie keer zou oud is als zijzelf, maar hij tracht haar niettemin te verleiden. Maria negeert zijn brieven en bloemen, totdat een groep Poolse bewindslieden onder leiding van senator Malachowski haar vraagt om toe te geven aan de verlangens van Napoleon om Polen te redden. Haar man schaamt zich diep en vertrekt daarom naar Rome om het huwelijk te laten ontbinden. Voor korte tijd zijn Maria en de Franse keizer zéér gelukkig. Napoleon scheidt van keizerin Josephine en Maria wordt zwanger. Op het ogenblik dat ze hem over hun kind wil vertellen, kondigt Napoleon aan dat hij zal trouwen met Marie Louise van Oostenrijk. Napoleon zegt dat het een politiek huwelijk zal zijn en dat het alleen dient om te verzekeren dat zijn toekomstige zoon aan de macht zal komen. Maria vertrekt om alleen te bevallen zonder Napoleon te vertellen dat ze zwanger is.

## Rolverdeling
| Acteur              | Personage             |
| ------------------- | --------------------- |
| Greta Garbo         | Maria Walewska        |
| Charles Boyer       | Napoleon Bonaparte    |
| Reginald Owen       | Talleyrand            |
| Alan Marshal        | Kapitein d'Ornano     |
| Henry Stephenson    | Anastas Walewski      |
| Leif Erickson       | Paul Lachinski        |
| May Whitty          | Laetitia Bonaparte    |
| Maria Ouspenskaya   | Pelagia Walewska      |
| C. Henry Gordon     | Prins Poniatowski     |
| Claude Gillingwater | Stephan               |
| Vladimir Sokoloff   | Stervende soldaat     |
| George Houston      | Grootmaarschalk Duroc |

## Prijzen en nominaties
| Jaar | Prijs  | Categorie                 | Genomineerde(n)                   | Uitslag     |
| ---- | ------ | ------------------------- | --------------------------------- | ----------- |
| 1937 | Oscars | Beste mannelijke hoofdrol | Charles Boyer                     | Genomineerd |
| 1937 | Oscars | Beste productieontwerp    | Cedric Gibbons William A. Horning | Genomineerd |